# Kavookavala
Kavookavala é o sétimo álbum de estúdio da banda de rock brasileira Raimundos. Foi lançado em 17 de Junho de 2002 pela gravadora Warner Music. Foi o primeiro disco da banda de inéditas com Digão nos vocais. Também foi o primeiro sem qualquer participação do vocalista Rodolfo, que saiu em Junho de 2001 após se converter ao protestantismo, o primeiro com o guitarrista Marquim, do Peter Perfeito e o último a ter Fred Castro na bateria, que sai em 2007. O álbum vendeu melhor que o anterior.

## Antecedentes
Depois do lançamento do Éramos Quatro, Digão, Fred e Canisso resolveram voltar ao estúdio para compor novas letras. Para isso, chamaram Telo, que chegou a ajudar na composição de músicas dos álbuns anteriores, como Alegria e Língua Presa e Marquim, que era membro da banda Peter Perfeito para ser guitarrista e vocais de apoio em 2001 e se torna membro oficial da banda durante a gravação do disco.

## Temática
O álbum marcou o retorno de uma sonoridade mais pesada, porém com menos besteirol e letras maliciosas, tendo como sucessos faixas como "Fique! Fique!", "Mas Vó", "Joey" (canção feita em homenagem a Joey Ramone) e a faixa-título.
O álbum também traz as participações de artistas como Derrick Green, fazendo os gritos em "Kavookavala", Mr. Catra em "Pegamutukalá" e Telo em "Baixo Calão".
Em 25 de Julho de 2002, a banda participou do Banda MTV para divulgar o disco, cantando todas as faixas ao vivo.

## Lista de faixas
| N.º            | Título                              | Compositor(es)                              | Duração |  |
| 1.             | "Fique! Fique!"                     | Digão, Telo                                 | 2:53    |  |
| 2.             | "Crocodilo meio kilo"               | Digão                                       | 2:25    |  |
| 3.             | "Joey"                              | Digão, Telo                                 | 3:40    |  |
| 4.             | "Vento certo (Água da mina)"        | Digão, Telo                                 | 2:34    |  |
| 5.             | "Kavookavala" (part. Derrick Green) | Telo                                        | 3:43    |  |
| 6.             | "El mariachi"                       | Digão, Telo                                 | 1:52    |  |
| 7.             | "Mas Vó..."                         | Telo                                        | 4:19    |  |
| 8.             | "Princesinha"                       | Telo                                        | 2:39    |  |
| 9.             | "Uabarrêba"                         | Digão, Telo                                 | 2:33    |  |
| 10.            | "Atitude severa"                    | Digão, Gabriel, Telo                        | 2:48    |  |
| 11.            | "Pegamutukalá" (part. Mr. Catra)    | Digão, DJ. Leandro Neurose, Mr. Catra, Telo | 3:49    |  |
| 12.            | "Baixo calão" (part. Telo)          | Digão, Telo                                 | 2:54    |  |
| Duração total: | Duração total:                      | Duração total:                              | 36:04   |  |

## Créditos
Raimundos
- Digão – Vocal, Guitarra e Triângulo
- Marquim – Guitarra e Backing Vocals
- Canisso – Baixo e Backing Vocals
- Fred Castro – Bateria

Participações especiais
- Derrick Green – Gritos em "Kavookavala"
- Mr. Catra – Vocais em "Pegamutukalá"
- Telo – Vocais em "Baixo calão"

Produção musical
- Rafael Ramos e Carlos Eduardo Miranda – Produção
- Alexandre Saieg – Assistente de produção
- Ricardo Garcia – Masterização
- Pedro Ribeiro – Produção executiva
- Rodrigo Vidal – Gravação e Mixagem
- Tom Capone – Direção artística

Design
- Digão, Canisso, Marquinho e Telo – Capa
- Mário Bag – Ilustração e Logotipo
- Cristina Portella – Projeto gráfico
- Silivia Panella – Coordenação gráfica

Videoclipes
- Fique! Fique!
- Joey